# Dischides dartevellei
Dischides dartevellei is een Scaphopodasoort uit de familie van de Gadilidae. De wetenschappelijke naam van de soort is voor het eerst geldig gepubliceerd in 1979 door Nicklès.